# Église Saint-Cucufat de Saint-Couat-d'Aude
L'église Saint-Cucufat est une église d'origine romane située à Saint-Couat-d'Aude, dans le département français de l'Aude en région Occitanie.

## Historique
L'église (à l'exception du clocher-mur) fait l'objet d'une inscription au titre des monuments historiques depuis le 12 février 1951.
L'église, le square et la place sont inscrits au titre des sites naturels depuis 1942.

## Architecture
L'église présente un beau chevet de style roman lombard composé d'une abside semi-circulaire unique.
Couverte de tuiles, cette abside est édifiée en pierre de taille assemblé en appareil irrégulier et présente une belle décoration de lésènes et de bandes lombardes.
La façade méridionale, rythmée par de puissants contreforts, présente du côté sud-ouest un portail cintré et une fenêtre surmontée d'un arc en plein cintre tandis que le côté sud-est est alourdi par une sacristie à fenêtre ogivale.
À l'ouest, l'église présente un clocher-mur de style plus tardif.

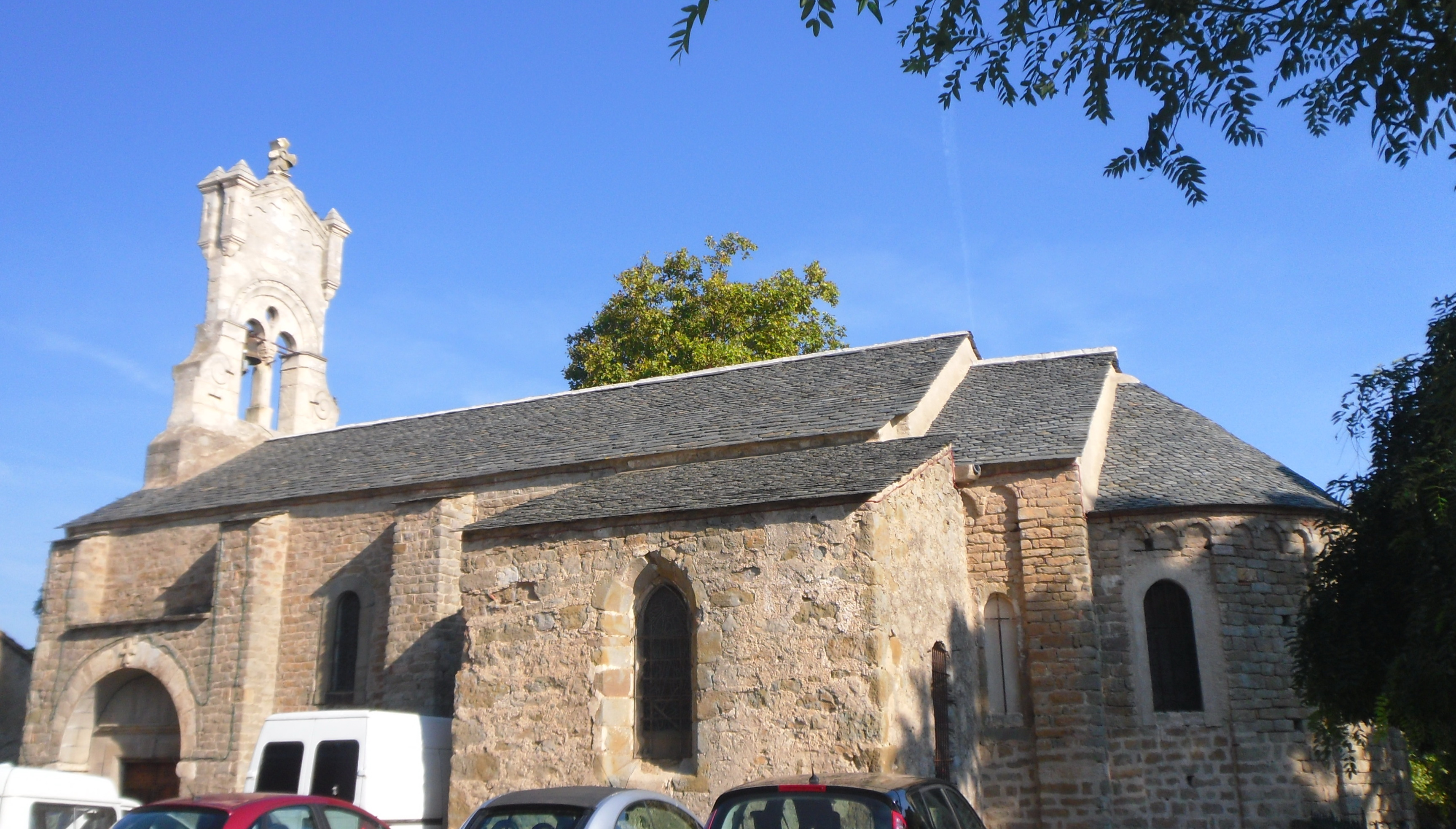
Côté sud.
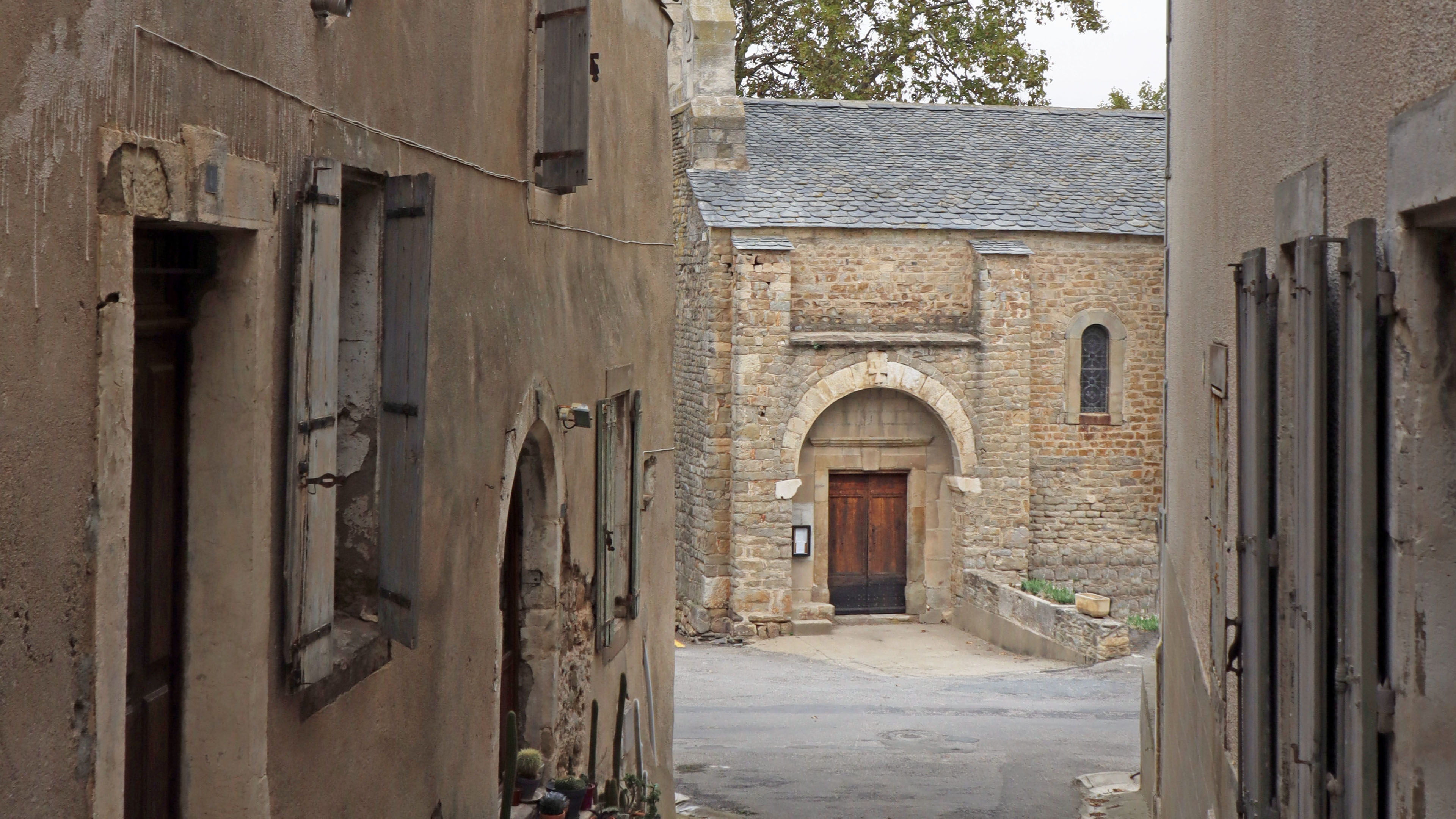
Le portail de l'église.
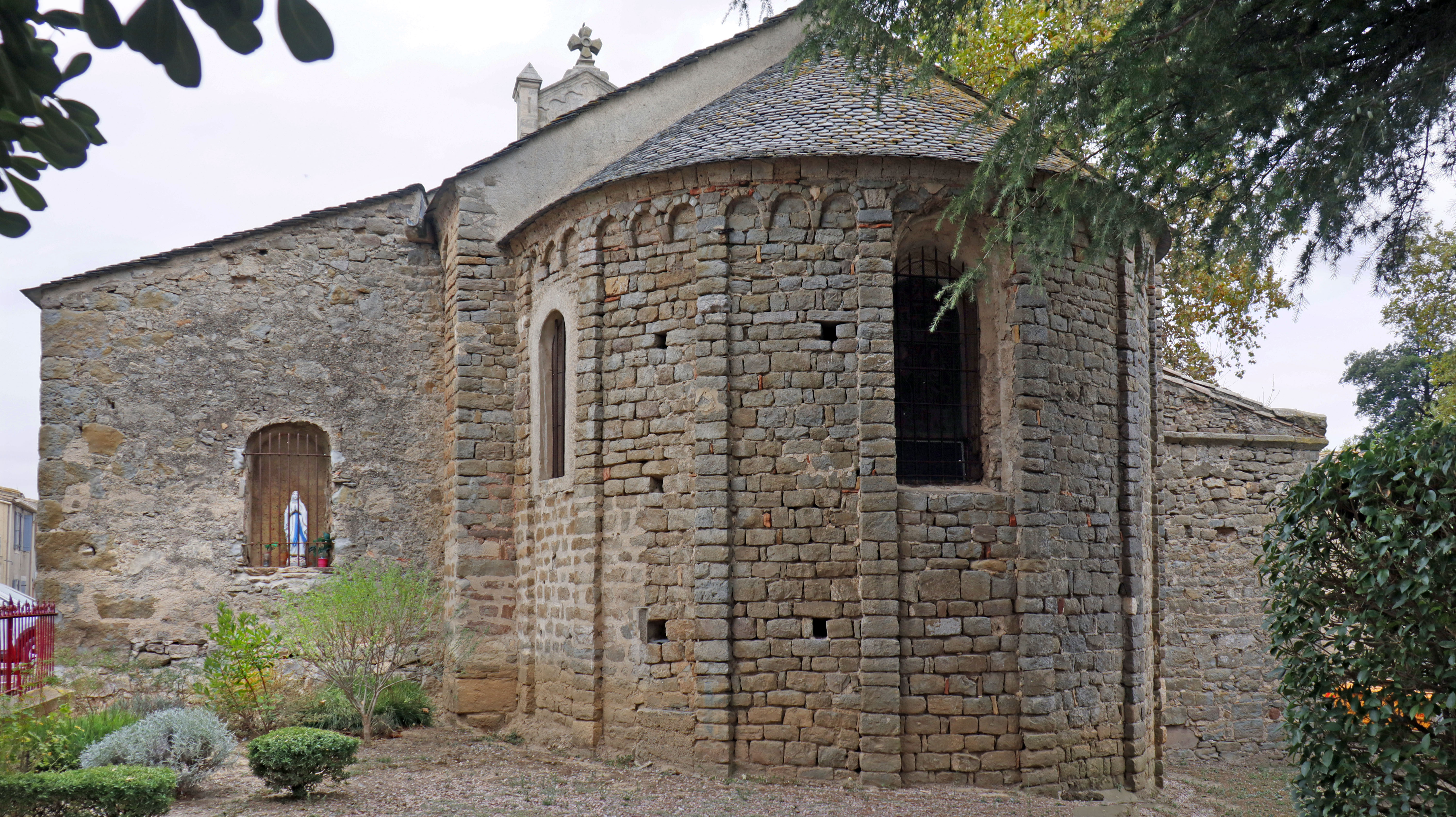
Le chevet.